# Marc Deheneffe
Marc Deheneffe, né le 22 août 1961 à Uccle, en Belgique, est un ancien joueur belge de basket-ball. 